# وانگ بیمینگ
وانگ بیمینگ (انگلیسی: Wang Beiming؛ زادهٔ ۱۳ اوت ۱۹۸۳) بازیکن واترپلو اهل چین بود. وی در بازی‌های المپیک تابستانی ۲۰۰۸ شرکت کرده‌است.